# Анна Амалия Брауншвейгская
Анна Амалия Брауншвейг-Вольфенбюттельская (нем. Anna Amalia von Braunschweig-Wolfenbüttel; 24 октября 1739[…], Вольфенбюттель — 10 апреля 1807[…], Веймар, Рейнский союз) — герцогиня Саксен-Веймар-Эйзенахская. Дочь герцога Карла Брауншвейг-Вольфенбюттельского и его супруги Филиппины Шарлотты, дочери Фридриха Вильгельма I и сестры Фридриха Великого.

## Биография
16 марта 1756 года принцесса Анна Амалия вступила в брак с герцогом Эрнстом Августом Константином Саксен-Веймар-Эйзенахским, умершим уже 28 мая 1758 года. Объявленная в следующем году императором совершеннолетней, она в качестве опекунши своих двух сыновей Карла Августа и Фридриха Фердинанда Константина приняла регентство и наилучшим образом справилась со своей задачей.
Особенно много она заботилась о воспитании своих сыновей и с этою целью в 1772 году пригласила в Веймар Виланда. После вступления на престол Карла Августа (1775 год) она преимущественно посвятила себя заботам о процветании наук и искусств. При своём дворе она привечала местных и иностранных поэтов, художников и учёных. По словам Гёте, она любила общество умных людей и находилась с ними в постоянном общении; не было ни одного выдающегося лица в Веймаре, которое бы в то или другое время не подвизалось в её кружке.
Герцогиня почитала и поддерживала дружеские отношения с теологом и философом Иоганном Готфридом Гердером. После кончины она была похоронена в веймарской церкви Святых Петра и Павла рядом с Гердером.